# Den gamle Latinskole (Kalundborg)
 For alternative betydninger, se Den gamle Latinskole. (Se også artikler, som begynder med Den gamle Latinskole)
Den gamle Latinskole (også omtalt som Kirkeladen, Præstegade 16, Det middelalderlige stenhus og Dronning Margrethes Vognport) er en gotisk munkestensbygning fra senmiddelalderen som står i Præstegade i Kalundborgs gamle bydel; Højbyen. Den er sandsynligvis opført som kirkelade til Vor Frue Kirke, men har siden fungeret som latinskole og i dag som bygning for menighedsråd.
Bygningen blev fredet i 1954.

## Historie
Bygningen blev opført i én etage før år 1500, muligvis allerede omkring år 1400. Den omtales første gang i 1444, hvor den nævnes i naboejendommens skøde.
Oprindeligt har den sydvendte gavl mod Præstegade været uden for kirkegårdens mur. Den vestlige langside er på et tidspunkt blevet en del af indhegningen omkring kirken. Kirkelader er ikke så almindelige i Danmark, og bygningen i Kalundborg er en forholdsvis stor én af slagsen. Det kan muligvis forklares med, at Vor Frue Kirke igennem middelalderen fik overdraget en lang række store jordområder i området, og at de derfor havde store mængder korn og andet, der skulle opmagasineres.
Efter reformationen i 1536 ophørte kirkeladen med at blive brugt til opmagasinering af tiende. I 1538 blev den omdannet til latinskole. I den forbindelse blev der tilføjet en etage, og der blev indsat vinduer. Den fungerede som skole frem til 1738-1739, hvor latinskolen blev nedlagt. Året efter blev bygningen solgt, og den blev omdannet til opmagasineringsbygning for Lindegården. Den blev også brugt af lokale købmænd.
I 1905 overtog Nationalmuseet kirkeladen, der allerede i 1918 lader Vor Frue Kirke overtage den. Der på påbegyndes en restaurering, som bl.a. indbefatter en ny tagkonstruktion, som blev varetaget af arkitekten Andreas Clemmensen.
I 1964 ombygger arkitekten Marinus Andersen kirkeladen, så den kan fungere som menighedshus, hvilket den har gjort siden. I 1971-72 ombyggede man igen, hvor der blev moderniseret og indsat en etageadskillelse. Det stod færdigt i 1974

## Beskrivelse
Den gamle Latinskole er en rektangulær bygning opført i munkesten. Den er grundmuret med et fundament af marksten. De to gavle har kamtakker, og der en port i hver ende.
Der er lyssprækker i den vestlige væg, samt i hver gav. Taget er et rødt sadeltag med såkaldte vingetegl.
Efter ombygningen i 1972 er det ikke længere muligt at så de oprindelige træk indvendigt i bygningen, da man indsatte en etageadskillelse med stålsøjler langs ydervæggene. I dag findes mødeslokaler, køkken og toilet i underetagen, mens overetagen består af ét stort rum.